# Sayreville
Sayreville és una població dels Estats Units a l'estat de Nova Jersey. Segons el cens del 2009 tenia 42.236 habitants.

## Demografia
Segons el cens del 2000, Sayreville tenia 40.377 habitants, 14.955 habitatges, i 10.917 famílies. La densitat de població era de 980,5 habitants/km².
Dels 14.955 habitatges en un 34,3% hi vivien nens de menys de 18 anys, en un 57,5% hi vivien parelles casades, en un 11,1% dones solteres, i en un 27% no eren unitats familiars. En el 22,3% dels habitatges hi vivien persones soles el 8,7% de les quals corresponia a persones de 65 anys o més que vivien soles. El nombre mitjà de persones vivint en cada habitatge era de 2,68 i el nombre mitjà de persones que vivien en cada família era de 3,17.
Per edats la població es repartia de la següent manera: un 23,6% tenia menys de 18 anys, un 7,3% entre 18 i 24, un 34,2% entre 25 i 44, un 22,5% de 45 a 60 i un 12,4% 65 anys o més.
L'edat mediana era de 36 anys. Per cada 100 dones de 18 o més anys hi havia 92 homes.
La renda mediana per habitatge era de 58.919 $ i la renda mediana per família de 66.266 $. Els homes tenien una renda mediana de 47.427 $ mentre que les dones 35.151 $. La renda per capita de la població era de 24.736 $. Aproximadament el 3,4% de les famílies i el 4,7% de la població estaven per davall del llindar de pobresa.

## Poblacions més properes
El següent diagrama mostra les poblacions més properes.